# Heliotropium anomalum
Espèce
Synonymes
- Heliotropium marchionicum Decne.[1]
- Pentacarya heliotropoides A.DC.[1]

Heliotropium anomalum est une espèce de plantes de la famille des Boraginaceae.

## Liste des variétés
Selon Catalogue of Life (29 octobre 2017) :
- variété Heliotropium anomalum var. argenteum
- variété Heliotropium anomalum var. candidum
- variété Heliotropium anomalum var. mediale

Selon Tropicos (29 octobre 2017) (Attention liste brute contenant possiblement des synonymes) :
- variété Heliotropium anomalum var. argenteum A. Gray
- variété Heliotropium anomalum var. mediale I.M. Johnst.